# Аделаида (аэропорт)
Аэропорт Аделаиды (англ. Adelaide Airport) (ИАТА: ADL, ИКАО: YPAD) — главный аэропорт Аделаиды. Расположен в пригороде Уэст-Бич примерно в 8 км от центра города. Хотя фактическим владельцем аэропорта является федеральное правительство, его оператор — независимая структура Adelaide Airport Limited (AAL). Аэропорт занимает четвёртое место по внутреннему и шестое место по международному пассажиропотоку в Австралии, обслуживая более 5.8 миллионов пассажиров в год.
Аэропорт открылся 16 февраля 1955, как замена устаревшему аэропорту Парафилд. Сооружения аэропорта были расположены на территории бывших рынков и болотистых местностях Патавалонги. В настоящее время пассажирские авиаперевозки осуществляются из совмещенного внутреннего/международного терминала, открытого в 2005 году.

## История

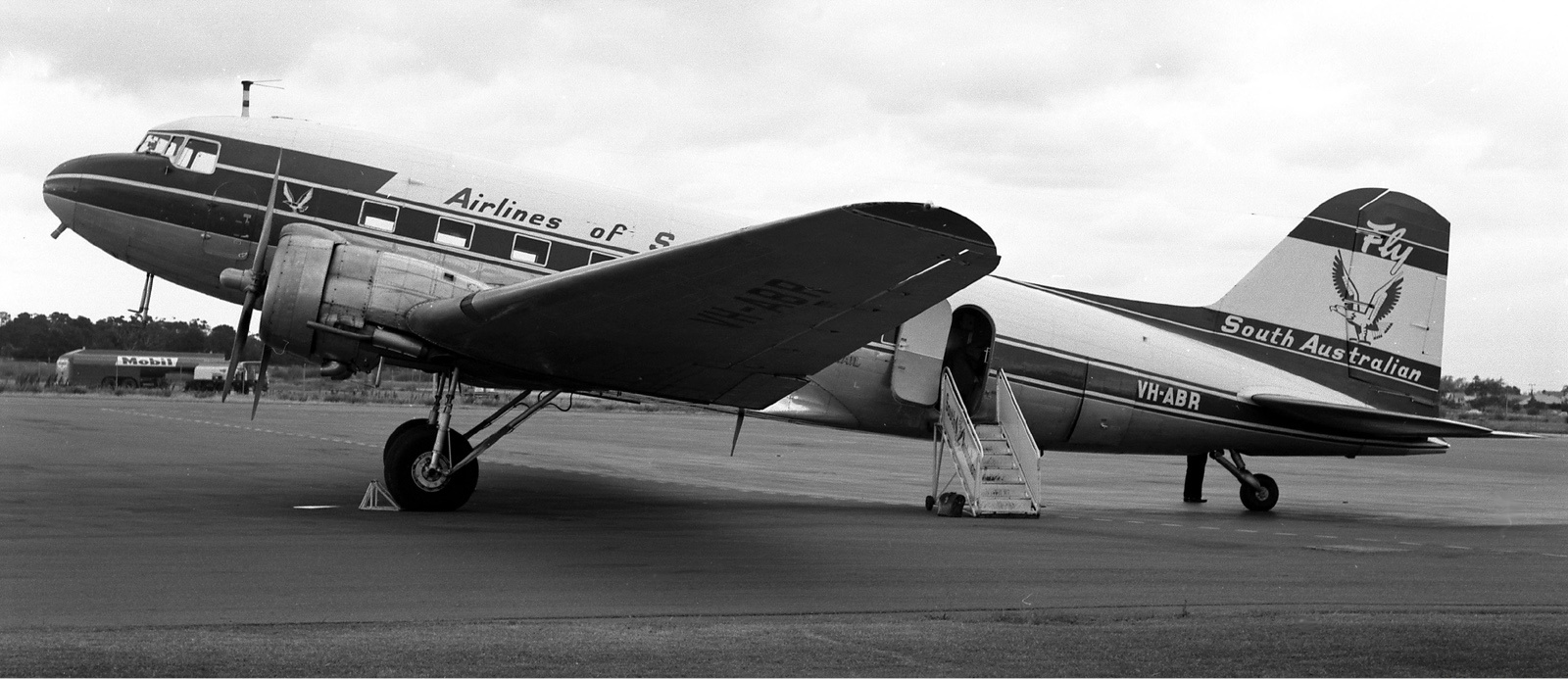
Douglas DC-3 авиакомпании Airlines of South Australia в аэропорте Аделаиды в начале 1960-х

Первым городским аэропортом был аэродром, построенный в 1921 году на территории 24 гектара в пригороде Аделаиды Гендон. Этот небольшой аэродром позволял осуществлять почтовое сообщение между Аделаидой и Сиднеем. Чтобы удовлетворить растущие потребности города в авиаперевозках, в 1927 году был построен аэропорт Парафилд. К 1947 году, аэропорт практически перестал справляться с транспортными потребностями города, и власти выбрали место для строительства нового аэропорта в пригороде Уэст-Торрентс (ныне Уэст-Бич). Началось строительство, и первые рейсы новый аэропорт принял в 1954 году.
В пристройке к одному из больших ангаров был расположен пассажирский терминал, затем Федеральное правительство выделило средства для строительства временного здания. Регулярное международное авиасообщение было организовано в 1982 году со строительством международного терминала. В 2005 году новое здание общей стоимостью 260 миллионов австралийских долларов заменило и старый временный терминал внутренних линий, и международный терминал.
В октябре 2006 года, новое здание аэропорта было названо Столичным аэропортом года и получило приз Австралийской авиационной отрасли в Кэрнсе. В марте 2007 года, аэропорт Аделаиды занял второе место в мировом рейтинге аэропортов Airports Council International (ACI) в группе с пропускной способностью 5-15 миллионов пассажиров в год.
В июле 2007 года были обнародованы планы расширения аэропорта, которые включают снос старого здания терминала и строительство новых телескопических трапов.

## Здание терминала

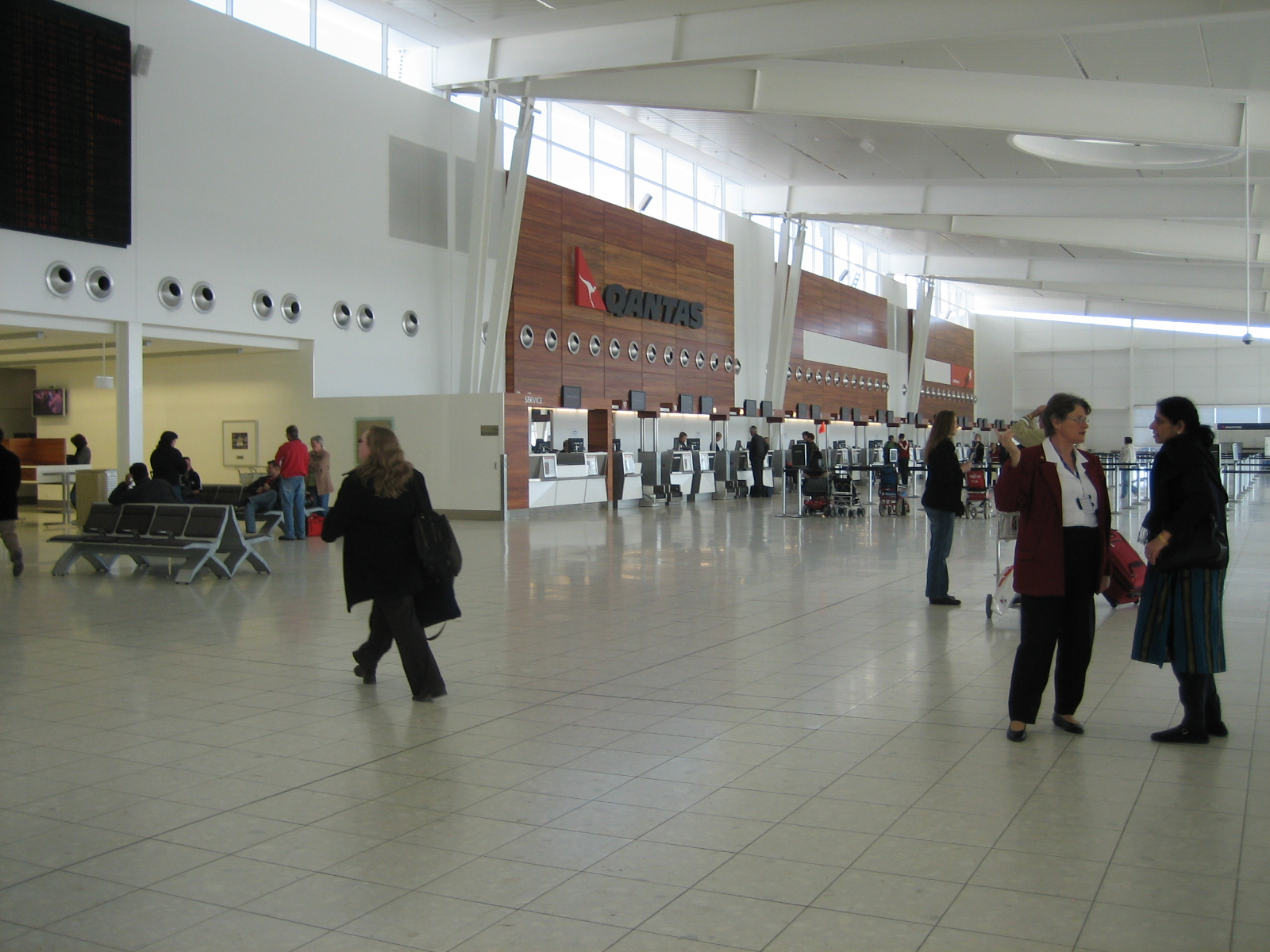
Adelaide Airport T1, Qantas Checkin Desks

В 2005 году в аэропорту была проведена реконструкция, общая стоимость которой составила 260 миллионов австралийских долларов. Работы проводила строительная компания Hansen Yuncken. До проведения реконструкции старое здание аэропорта часто критиковали за тесноту и недостаток телескопических трапов.
Было разработано несколько предложений по доведению здания аэропорта до мирового уровня. Окончательное предложение, выдвинутое в 1997 году, предполагало строительство большого здания терминала, который объединит и внутренние и международные рейсы под одной крышей. Сочетание различных неблагоприятных факторов, основным из которых стало банкротство авиакомпании Ansett Australia, которая финансировала значительную часть проекта, привело к тому, что реализация проекта реконструкции была отложена до заключения новых соглашений в 2002 году.
Новый терминал открыл 7 октября 2005 года премьер-министр Австралии Джон Говард и премьер-министр штата Южная Австралия Майк Ранн. Однако, вскоре управляющая аэропортом компания Adelaide Airport Limited объявила, что использовать новое здание терминала смогут лишь международные перевозчики из-за проблем с топливо-заправочным комплексом, а именно насосами и подземными трубами. Сложности были вызваны применением антикоррозийного вещества с внутренней стороны труб и насосов, а также с наличием остатков строительного мусора в трубах. Хотя заправка международных и региональных рейсов (с декабря 2005) осуществлялась непосредственно у танкеров, недостаток места и проблемы с обеспечением безопасности сделали невозможной такую же практику в отношении к самолётам, выполняющим внутренние рейсы: они продолжали использовать старый терминал. Топливо-заправочный комплекс аэропорта был в конце концов очищен и все рейсы были переведены в новый терминал 17 февраля 2006 года.

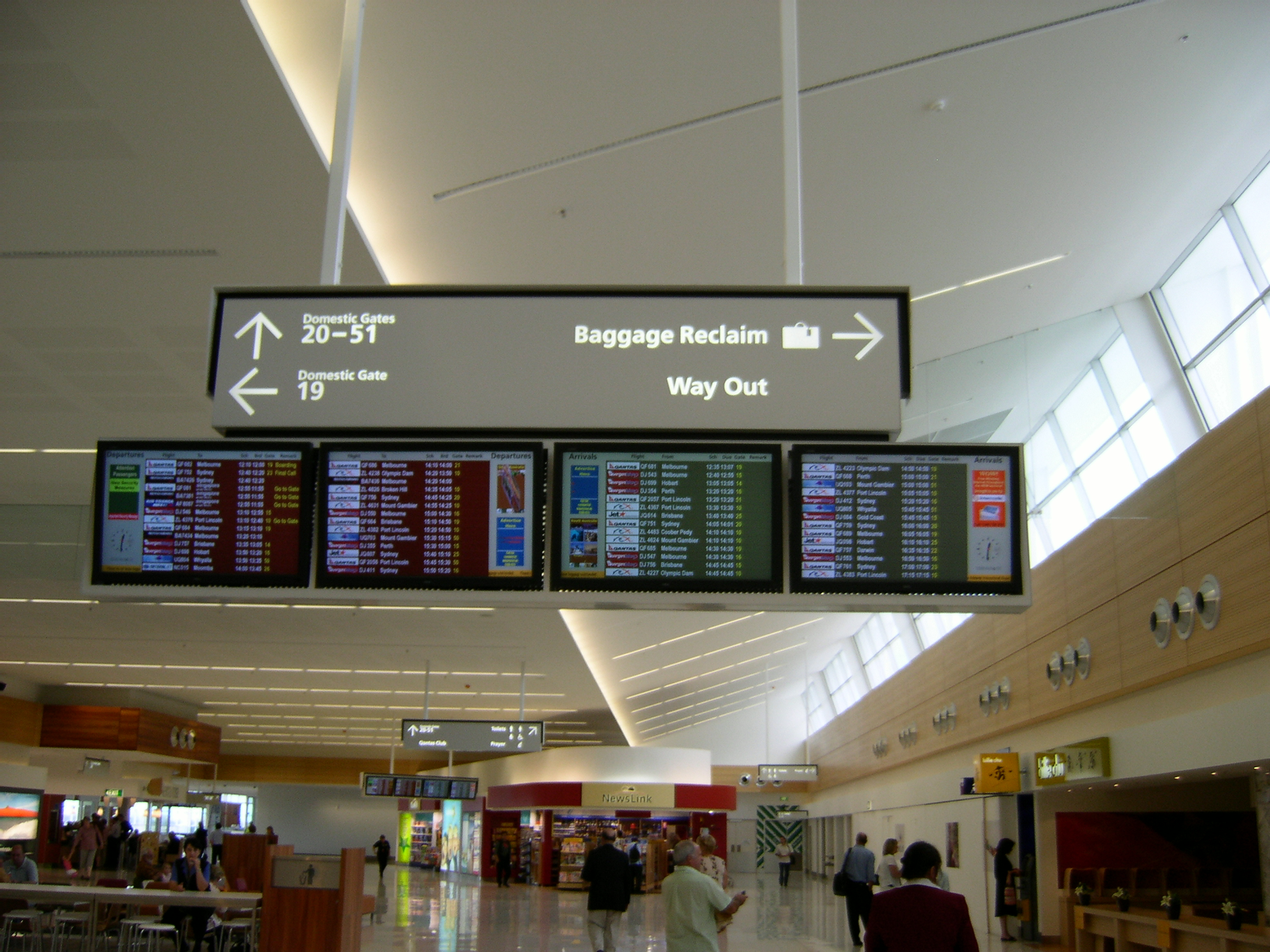
Главный 1-й зал терминала

Длина нового терминала аэропорта составляет примерно 850 метров, он способен обслуживать 27 самолётов одновременно, в том числе и Airbus A380. Пропускная способность аэропорта составляет 3000 пассажиров в час. В здании расположены бизнес-залы авиакомпаний, терминал оборудован 14 телескопическими трапами, имеет 42 общих стойки регистраци и 34 магазина. Бесплатный беспроводной интернет доступен во всем здании. Аэропорт Аделаиды стал первым в Австралии, предложившим пассажирам такую услугу.

## Авиакомпании

### Международные авиаперевозчики
- Air New Zealand (Окленд)
- Cathay Pacific (Гонконг)
- Malaysia Airlines (Куала-Лумпур)
- Qantas (Мельбурн, Сингапур, Сидней)
- Singapore Airlines (Сингапур)
- Emirates Airline (Дубай)

### Международные грузоперевозчики
- Singapore Airlines Cargo (Сингапур)

### Внутренние авиаперевозчики
- Qantas (Алис-Спрингс, Брисбен, Канберра, Дарвин, Мельбурн, Сидней, Перт)
  - Jetstar Airways (Мельбурн, Брисбен, Кэрнс, Дарвин, Голд-Кост, Саншайн-Кост, Сидней)
- Virgin Australia (Брисбен, Брум, Канберра, Голд-Кост, Хобарт, Мельбурн, Сидней, Перт)
  - Virgin Australia выполняется Alliance Airlines (Олимпик-Дам)

### Региональные авиаперевозчики
- Air South Regional (Кингскот)
- Regional Express Airlines (Брокен-Хилл, Седьюна, Кубер-Педи, Кингскот, Маунт-Гамбиер, Порт-Линкольн, Уайалла)
- National Jet Systems (Баллера, Мумба)
- O'Connor Airlines (Милдьюра, Маунт-Гамбиер, Порт-Огаста, Уайалла)

## Статистика

### Общая статистика
Данные из запроса в Викиданные.

### Внутренние авиаперевозки
| Место | Аэропорт | Пассажиры (чел.) | Динамика (%) |
| ----- | -------- | ---------------- | ------------ |
| 1     | Сидней   | 616 700          | н/д          |
| 2     | Мельбурн | 547 300          | ▼70,4        |
| 3     | Брисбен  | 458 600          | н/д          |

| Место | Аэропорт | Пассажиры (чел.) | Динамика (%) |
| ----- | -------- | ---------------- | ------------ |
| 1     | Перт     | 37 200           | н/д          |
| 2     | Брисбен  | 36 200           | ▼19,4        |
| 3     | Дарвин   | 21 200           | н/д          |

### Международные авиаперевозки
| Место | Аэропорт     | Обслужено пассажиров | % Изменение |
| ----- | ------------ | -------------------- | ----------- |
| 1     | Сингапур     | 52 174               | ▼399,6      |
| 2     | Денпасар     | 44 382               | ▼428,6      |
| 3     | Дубай        | 35 539               | ▼466,4      |
| 4     | Доха         | 32 023               | ▼459,1      |
| 5     | Куала-Лумпур | 28 406               | ▼435,5      |
| 6     | Окленд       | 21 010               | ▼425,8      |
| 7     | Гонконг      | 15 864               | ▼665,1      |
| 8     | Гуанчжоу     | 11 420               | ▼785,5      |
| 9     | Токио        | 141                  | ▲           |